# علال يحياوي
علال يحياوي  مدير تصوير جزائري من مواليد 1943م بالجزائر العاصمة شارك في العديد من الأعمال السينمائية الجزائرية

## فيلموغرافيا
أنجز علال يحياوي العديد من الأعمال أهمها:
- 1963:شعب زاحف
- 1969: الطريق
- 1973: عطلة المفتش الطاهر
- 1979: نهلة
- 1982:عرس موسى
- 1983: أحلام
- 1983:الهدية الأخيرة
- 1983: أنغام الخريف
- 1988: القلعة
- 1989: حسان النية
- 1990: صرخة رجال
- 1990: ليلة السنوات العشر
- 1991: ظلال بيضاء
- 1993: يوسف أسطورة النائم السابع
- 1995: رقصة النار
- 1998: زهرة اللوتس
- 2002 : ناس ملاح سيتي
- 2003: دوار النسا
- 2008: سي محند أومحند
- 2009: السفر نحو الجزائر

## وصلة خارجية
- Allel Yahiaoui